# Abakar Sylla
Abakar Sylla (Daloa, 25 december 2002) is een Ivoriaans voetballer die doorgaans als centrale verdediger speelt. Hij verruilde Club Brugge in juli 2023 voor RC Strasbourg. Sylla debuteerde in 2022 in het Ivoriaans voetbalelftal.

## Clubcarrière
Sylla werd in 2021 door Club Brugge gescout en voor 200.000 euro overgenomen van SO Armée. Club Brugge bracht hem aanvankelijk onder bij de beloften, maar al gauw stroomde hij door naar het eerste elftal van de club. Op 22 mei 2022 maakte hij zijn officiële debuut in de hoofdmacht van Club Brugge: op de slotspeeldag van de Champions' Play-offs liet trainer Alfred Schreuder hem tegen RSC Anderlecht in de 85e minuut invallen voor Stanley Nsoki.
Sylla kreeg in het seizoen 2022/23 op de derde competitiespeeldag zijn eerste officiële speelminuten van het seizoen: tegen Zulte Waregem (1–1-gelijkspel) kwam hij in de 68e minuut de niet overtuigende Owen Otasowie aflossen. Een week later liet trainer Carl Hoefkens hem starten in een competitiewedstrijd tegen OH Leuven. Sylla ging even in de fout, maar maakte desondanks indruk. Op 27 augustus 2022, een dag na een 1–3-zege op Sporting Charleroi op de zesde competitiespeeldag, kondigde Club Brugge aan dat Sylla een contractverlenging tot 2026 had ondertekend bij de club.
Sylla speelde op 7 september 2022 zijn Champions League-wedstrijd en was meteen trefzeker voor Club Brugge: in de eerste groepswedstrijd maakte hij tegen Bayer Leverkusen het enige doelpunt van de wedstrijd. Met dit doelpunt schreef hij geschiedenis, want het was de 500e Europese goal van Club Brugge. Sylla speelde zich in 2022/23 in de basis bij Club Brugge en stond ook tijdens alle zes Champions League-wedstrijden van de ploeg aan de aftrap. In die periode kreeg hij ook tien gele en twee rode kaarten. Mede hierdoor ontnam Hoefkens hem in de laatste fase van het seizoen zijn vaste basisplaats.
Sylla tekende in juli 2023 een contract tot medio 2028 bij RC Strasbourg, de nummer vijftien van Frankrijk in het voorgaande seizoen. Dat betaalde circa 20 miljoen euro voor hem aan Club Brugge. Daarmee verdubbelde de Franse club haar eigen transferrecord.

## Clubstatistieken
| Seizoen         | Club            | Land               | Competitie      | Competitie | Competitie | Beker | Beker | Supercup | Supercup | Europees | Europees | Totaal | Totaal |
| Seizoen         | Club            | Land               | Competitie      | Wed.       | Dlp.       | Wed.  | Dlp.  | Wed.     | Dlp.     | Wed.     | Dlp.     | Wed.   | Dlp.   |
| --------------- | --------------- | ------------------ | --------------- | ---------- | ---------- | ----- | ----- | -------- | -------- | -------- | -------- | ------ | ------ |
| 2021/22         | Club Brugge     | Vlag van België    | Eerste klasse   | 1          | 0          | 0     | 0     | 0        | 0        | 0        | 0        | 1      | 0      |
| 2022/23         | Club Brugge     | Vlag van België    | Eerste klasse   | 20         | 0          | 1     | 0     | 0        | 0        | 6        | 1        | 27     | 1      |
| 2023/24         | RC Strasbourg   | Vlag van Frankrijk | Ligue 1         | 0          | 0          | 0     | 0     | 0        | 0        | —        | —        | 0      | 0      |
| Carrière totaal | Carrière totaal | Carrière totaal    | Carrière totaal | 21         | 0          | 1     | 0     | 0        | 0        | 6        | 1        | 28     | 1      |

Bijgewerkt op 20 juli 2023.

## Interlandcarrière
Sylla debuteerde op 27 september 2022 in het Ivoriaans voetbalelftal. Coach Jean-Louis Gasset gaf hem toen een basisplaats in een met 3–1 gewonnen oefeninterland tegen Guinee. Hij mocht dat jaar nog twee keer meedoen tijdens oefenduels van de nationale ploeg en kreeg in 2023 speeltijd in een paar kwalificatiewedstrijden voor het Afrikaans kampioenschap 2023.

## Trivia
- In juli 2022 lekte Sylla per ongeluk een dag te vroeg het nieuwe thuisshirt van Club Brugge. De Ivoriaan postte een foto van zichzelf in het nieuwe shirt op sociale media. Dat was alleen een dag eerder dan afgesproken.[10]

1 Petrović ·
3 Delaine ·
4 Sow ·
6 Lemaréchal ·
7 Moreira ·
8 Santos ·
9 Luković ·
10 Emegha ·
11 Sahi ·
12 Wiley ·
14 Mara ·
15 Nanasi ·
16 Risser ·
17 Diong ·
18 Mwanga ·
19 Diarra  ·
20 Perea ·
22 Doué ·
23 Sarr ·
24 Sylla ·
25 Gomis ·
26 Bakwa ·
28 Senaya ·
29 Doukouré ·
30 Johnsson ·
36 Bellarouch ·
40 Sebas ·
77 Sobol ·
Coach: Rosenior
· Assistent-trainer: Charaï